# Vitikkosaari (ö i Kajanaland)
Vitikkosaari är en ö i Finland. Den ligger i sjön Lentua och i kommunen Kuhmo i den ekonomiska regionen  Kehys-Kainuu  och landskapet Kajanaland, i den centrala delen av landet, 500 km nordost om huvudstaden Helsingfors. Öns största längd är 5,1 kilometer i sydväst-nordöstlig riktning.